# Federazione di rugby a 15 delle Isole Salomone
La Federazione Rugby XV delle Isole Salomone (in Inglese Solomon Islands Rugby Union) è l'organo che governa il Rugby a 15 nelle Isole Salomone.
Affiliata all'International Rugby Board, è inclusa fra le nazionali di terzo livello senza esperienze di Coppa del Mondo.